# Котюрова Марія Павлівна
Марія Павлівна Котюрова (нар. 26 квітня 1939 року, х. Росстані Осинського району Пермської області) — радянський і російський лінгвіст, філолог, доктор філологічних наук (1989), завідувач кафедри російської мови та стилістики (1994—2006), професор кафедри російської мови і стилістики філологічного факультету Пермського університету з 2006 року — по теперішній час.
Один з лідерів наукового напряму «Функціональна стилістика».

## Біографія
Випускниця Пермського університету 1965 року.
В 1974 році (достроково) захистила кандидатську дисертацію, яка була присвячена вивченню однієї із закономірностей побудови тексту — проблеми, до якої в той час тільки ще почала звертатися лінгвістика. На основі даної роботи в 1983 році написала навчальний посібник «Еволюція вираження зв'язності мовлення в науковому стилі XVIII—XX ст.».
Результатом подальших наукових досліджень стала монографія «Про екстралінгвістичних підставах смислової структури наукового тексту» (1988), а потім і докторська дисертація (1989). Це фундаментальне дослідження, розвиваючи ідею функціональної стилістики про значущість внелингвистических факторів для побудови мови, свідчило про принципово новому підході до аналізу смислової структури наукового тексту, що вимагало залучення даних ряду суміжних наук: філософії, психології, наукознавства, тобто комплексного методу дослідження. Значимість саме такого підходу зараз все більше підтверджується мовознавцями.
Згідно з рішенням експертної комісії Правлінням Міжнародного фонду «Культурна ініціатива» М. П. Котюровой як переможцю конкурсу 1992—1993 років з гуманітарних наук призначена стипендія Дж. Сороса.
З 1993 по 2006 роки — завідувач кафедри, з 2006 року по теперішній час — професор кафедри російської мови і стилістики філологічного факультету Пермського університету.
Опублікувала близько 300 наукових робіт. В даний час зайнята розробкою таких проблем, як функціонування текстових категорій у процесі розвитку наукового стилю, властивості наукового творчого мислення та їх вплив на формування наукових текстів, прояв індивідуального стилю мислення вченого, стереотипність і творчість в мовленнєвої комунікації.

## Вибрані публікації
- Котюрова М. П. Эволюция выражения связности речи в научном стиле XVIII—XX вв. Пермь, 1983. 80 с.
- Котюрова М. П. Об экстралингвистических основаниях смысловой структуры научного текста (Функционально-стилистический аспект). Красноярск, 1988. 170 с.
- Очерки истории научного стиля русского литературного языка XVIII—XX веков. (Т. I, Пермь, 1994; Т. II, ч. 1. Пермь, 1996. Т. II, ч. 2. Пермь, 1998, в соавторстве).
- Котюрова М. П. Научная коммуникация и толерантность // Стил. Београд — Банялука, 2002. № 1. С. 105—118.
- Котюрова М. П. Автосемантия; Завершенность текста; Идиостиль (индивидуальный стиль, идиолект); Интегративность текста; Информативность текста; Континуальность текста; Логичность текста; Общенаучная лексика; Связность речи (как текстовая категория); Стереотипность речи; Стилистические ресурсы лексики (лексическая стилистика); Субъектность речи (текста) (авторизация, субъектная организация текста); Целостность текста; Членимость текста; Языковая личность; Ясность речи // Стилистический энциклопедический словарь русского языка / под ред. М. Н. Кожиной. М.: Флинта: Наука, 2003.
- Котюрова М. П. Плотность текста в аспекте синтезирующей познавательной деятельности ученого // Textus: Язык и текст в пространстве культуры / под ред. К. Э. Штайн. Ставрополь, 2003. Вып. 8. С. 170—175.
- Котюрова М. П. Культура письменной научной речи в когнитивно-эпистемическом отношении // Това чудо — езикът! Изследования в чест на проф. д-р Живко Бояджиев. София, 2007. С. 228—237.
- Котюрова М. П. Плотность научного текста: подходы к её изучению // Стереотипность и творчество в тексте: межвуз. сб. науч. тр. / под ред. М. П. Котюровой. Пермь, 2007. Вып. 11. С. 142—155.
- Котюрова М. П. Культура научной речи: Текст и его редактирование. 2-е изд., перераб. и доп. М.: Флинта: Наука, 2008. 279 с. (в соавт. с Е. А. Баженовой).
- Котюрова М. П. Функциональная стилистика — толерантное научное направление // Университет в системе непрерывного образования: матер. Междунар. науч.-метод. конференции. Пермь, 2008. С. 241—243.
- Котюрова М. П. Стилистика научной речи. М.: Академия, 2010. 240 с.
- Котюрова М. П. Русский научный текст «под зонтиком» когнитивной стилистики. Stylistyka, XXIII, Ополе, 2014. С. 221—234.
- Котюрова М. П., Тихомирова Л. С., Соловьёва Н. С. Идиостилистика научной речи. Наши представления о речевой индивидуальности учёного. Пермь, 2011. 394 с.
- Котюрова М. П. Когнитивно-дискурсивно-стилистическое рассмотрение стереотипности речи (на материале текстов научных статей) // Когнитивная лингвистика: новые парадигмы и новые решения. Серия "Концептуальные исследования. Выпуск 15. М., 2011. С. 825—838.

## Рецензії на роботи М.П.Котюровой
- Смулаковская Р. Л. Пермские межвузовские сборники научных трудов «Стереотипность и творчество в тексте» // Стил. Гл. ред. М. Чаркич. Белград, 2005. С. 415—419.
- Баич Р. М. П. Котюрова. Культура научной речи. Текст и его редактирование. Пермь, 2005. 125 с. // Стил. Гл. ред. М. Чаркич. Белград, 2006. С. 405—409.
- Стоянович А. М. П. Котюрова, Л. С. Тихомирова, Н. В. Соловьева. Идиостилистика научной речи. Наши представления о речевой индивидуальности ученого. Пермь, 2011. 394 с. // Стил. Гл. ред. М. Чаркич. Белград, 2011. С. 359—369.
- Лесневска Д. Стереотипность и творчество в тексте. Межвузовский сборник научных трудов. Под ред. М. П. Котюровой. Вып. 17. Пермь, 2013. 222 с. // Славистика. Вып. XVIII (2014). Гл. ред. П. Буняк. Белград, 2014. С. 647—649.